# Hanne Marthe Narud
Hanne Marthe Narud (26. februar 1958 – 20. juli 2012) var professor i statsvidenskab ved Universitetet i Oslo. Hun forskede specielt indenfor koalitionsdannelser, politisk rekruttering og valgforskning.  Dette gjorde henne til en hyppig brugt kommentator i norsk politik. 
Narud tog cand.polit-graden i 1988 og distipurede til doktorgraden i 1996 med Henry Valen og Bjørn Erik Rasch som vejledere.  
Ifølge en undersøgelse foretaget af Morgenbladet i 2008 var hun den hyppigst citerede forsker i det norske medier. 